# Alexis Corre
Pour les articles homonymes, voir Corre (homonymie).
Le docteur Alexis Corre, né le 15 décembre 1915 à Plougastel-Daoulas et mort le 2 mars 2001 à Brest,  est un dermatologue brestois réputé.
Il a participé à la défense passive pendant la Seconde Guerre mondiale.
Médecin des sapeurs-pompiers, interne de l'hospice civil, il s'est dévoué à soulager les souffrances des victimes civiles pendant le siège de Brest, mettant sa science et sa constante disponibilité au service du plus grand nombre. Il a aussi fait partie du groupe de médecins, secouristes et administrateurs chargé de l'horrible travail d'identification des cadavres des victimes françaises de l'Explosion de l'abri Sadi-Carnot. « Nous sentions le cadavre trois mois après », se souvenait-il.
Lors de la célébration du 40e anniversaire de la libération de Brest, le 9 septembre 1984, il a inauguré la plaque apposée à l'emplacement de l'hospice civil et de la maternité qui furent totalement détruits lors du bombardement de la ville le 15 avril 1941.
Le jeudi 9 septembre 2004, pour le 60e anniversaire de la libération de la ville et en hommage à la Défense passive, a eu lieu l'inauguration de la rue Docteur Alexis Corre à Brest.